# 부두 (시설)

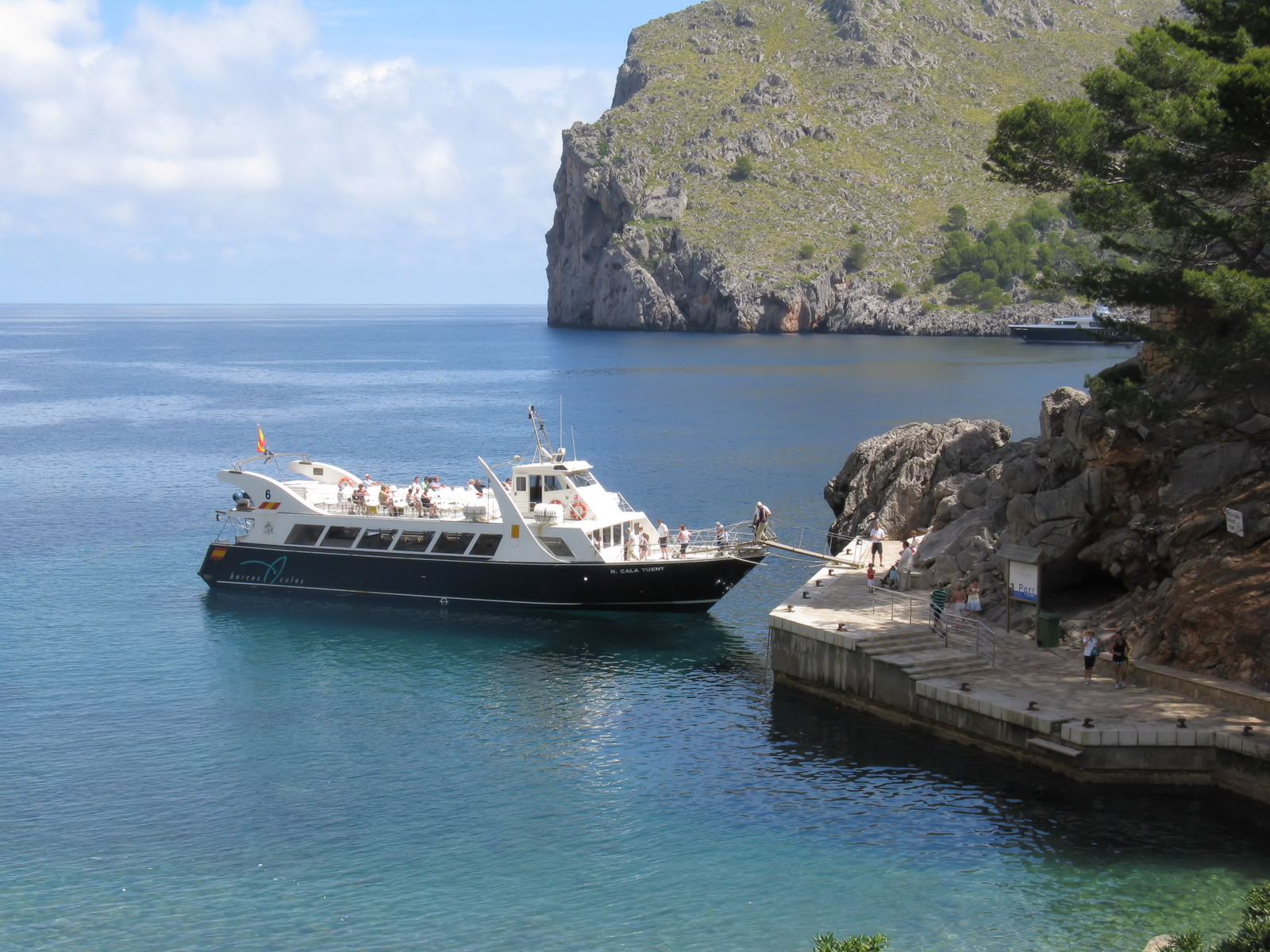
스페인의 한 부두

부두(埠頭)는 항만에서 승객이 승하선하거나 화물을 하역하는 곳을 말한다.

## 개요
부두에는 선박이 접안하는 안벽·물량장(계류 시설), 물가의 호안(護岸)이나 화물을 하역하는 갠트리크레인(하역 시설), 화물을 관리하기 위한 건물, 화물등을 임시로 적치하는 야적장(보관 시설), 화물 운송등을 위한 항만 도로, 승객이 승하선하는 여객터미널등을 포함하며 이것들을 총칭하여 부두라고 한다. 선창(船艙)이라고도 한다.

## 시설

### 물양장
물양장(物揚場)은 소형 선박이 접안하는 부두로, 주로 어선과 부선(艀船ㆍ바지선) 등이 접안하여 하역하는 접안 시설을 말하며, 일반적으로 전면 수심이 보통 4.5m 이내를 말한다. 이보다 규모가 크면 '부두 야적장'이라고 한다.

## 같이 보기
- 항구